# Boulevard de Smet de Naeyer
Le boulevard de Smet de Naeyer est un boulevard de Bruxelles reliant la chaussée de Jette à l'avenue Jean Sobieski en traversant les communes de Jette et Laeken (qui est une section de la ville de Bruxelles). Seule la fin du boulevard de Smet de Naeyer se trouve sur le territoire de Laeken.

## Historique
Il doit son nom à Paul de Smet de Naeyer, né le 13 mai 1843 à Gand (Belgique) et mort le 9 septembre 1913 à Bruxelles (Belgique), homme d'État de tendance catholique, financier et industriel belge. Il a été chef de cabinet (Premier ministre) et ministre à plusieurs reprises et directeur de la Société générale de Belgique .
Le boulevard a été ouvert par arrêté royal du 28 novembre 1895 à l'initiative du roi Léopold II. La construction du boulevard s’est achevée en 1909 à Laeken et l’année suivante à Jette. Le boulevard comporte un terre-plein central arboré et longé par les voies de tram.

## Accès
Le boulevard passe à proximité de l'Administration communale de Jette, établie chaussée de Wemmel 100, à Jette .
| ___ | Ce site est desservi par la station de métro : Stuyvenbergh. |